# Станица компас
Станица компас је позоришна представа коју је режирала Јована Томић према комаду Тамаре Бијелић.
Премијерно приказивање било је 6. октобра 2010. године у позоришту ДАДОВ.
Текст комада је објављен у књизи СА ОВЕ СТРАНЕ ОГЛЕДАЛА – Савремена српска драма за младе.
Представу су извели полазници глумачке школе ДАДОВ-а као и студенти глуме на ФДУ.

## Радња
Главни лик комада је осамнаестогодишњи Небојша Николић. Он има жељу да постане глумац.
Током спремања текстове за пријемни, он се заљубљује  у Тину која му као девојка помаже али и отежава. Поред љубавних проблема, Небојшин однос са најбољим пријатељом бива стављен на тест и родитељи почињу да врше притисак на свог јединца у правцу како треба да живи свој живот.

## Улоге
| Лица | Глумци               |
| ---- | -------------------- |
|      | Стефан Миливојевић   |
|      | Бојана Вукелић       |
|      | Милена Божић         |
|      | Огњен Дрењанин       |
|      | Јоаким Тасић         |
|      | Глигорије Маринковић |
|      | Мирко Видеканић      |
|      | Миља Младеновић      |
|      | Олгица Антић         |
|      | Александра Ајдуковић |
|      | Јелена Ивковић       |
|      | Ђорђе Крећа          |
|      | Петар Кокиновић      |